# Lapitch, le petit cordonnier (série télévisée d'animation)
Pour le film d'animation, voir Lapitch, le petit cordonnier.
Pour le personnage de fiction, voir Lapitch.
Lapitch, le petit cordonnier (Hlapićeve nove zgode, littéralement, Les nouvelles aventures de Hlapić) est une série télévisée d'animation en 26 épisodes d'environ 30 minutes, diffusée de 2004 à 2004 sur la chaîne HRT. Produite par Croatia Film, Neptuno Films, Videolondon Sound Studio, Yoram Gross-EM.TV et Sunbow Entertainment.
En France, la série a été diffusée sur Télétoon+ et TFou TV.

## Synopsis
On retrouve plusieurs personnages du film d'origine, comme Lapitch, Lisa, le chien Bruno, Pico ou encore Rat Garou.
La série parle d'un propriétaire de chaussures magiques et de ses amis : Lisa, le chien Boundash et le perroquet Pico. Ils vivent ensemble dans une ville fictive avec le maître Melchior et la fée Yanna dans une usine de chaussures. Ils combattent une bande de rats qui tentent de voler des chaussures.

## Fiche technique
- Titre français : Lapitch, le petit cordonnier
- Titre original : Hlapićeve nove zgode
- Réalisation : Javier Huerga
- Scénario : Peter Hynes, Alastair Swinnerton, Tony Barnes, John Grace
- Musique : Hermann Weindorf et Curtis Briggs
- Montage : Marta Capdevila, Ivan Garcia et Roberto Sainz
- Production : Steffen Diebold, Željko Zima, Sasha Bühler et Suzana Küuk
- Société de production : Croatia Film et HaffaDiebold
- Nombre d'épisodes : 26
- Pays d'origine : Croatie

## Personnages
- Lapitch : l'apprenti cordonnier
- Lisa : l'amie de Lapitch
- Boundash : le chien de Lapitch
- Pico : le perroquet de Lisa
- Maître Melchior : le maître de Lapitch
- Yanna
- Rat Garou : le voleur
- Les Pazinski : les acolytes de Rat Garou. La bande est composée d'Elmer, Otis et Brounhild.

## Distribution

### Voix originales
- Barbara Rocco : Lapitch (Hlapić)
- Jasna Palić-Picukarić : Lisa (Gita)
- Žarko Savić : Boundash (Bundaš), Rat Garou (Crni štakor)
- Tarik Fillipović : Pico (Amadeus), Elmer
- Branko Meničanin : Otis
- Ankica Dobrić : Yanna (Jana)
- Sven Medvesek : Melchior (Melkior)
- Slavica Knežević : Brounhild (Brunhilda)
- Hrvoje Zalar : Melvin (Grga)
- Linda Begonja
- Josko Sevo
- Ivo Rogulja
- Tvrtko Jurić
- Pero Juricić

### Voix françaises
- Stéphane Flamand : Lapitch
- Carole Baillien
- Bernard Faure
- Nicole Valberg
- Nicole Shirer
- Damien Gillard
- Tony Beck
- Robert Guilmard
- Jean-Daniel Nicodème
- Michel Hinderyckx
- Laurent Vernin
- Olivier Cuvellier

Doublage Français : DUBBING BROTHERS
Adaptation : Nathalie Vailhen
Directrice de Plateau : Guylaine Gibert
Chanson Française adaptée par Claude Lombard et interpretée par Claude Lombard, Patrice Shreider et Lucille Boulanger

## Épisodes
- 1
- 2
- 3
- 4
- 5
- 6
- 7
- 8
- 9
- 10
- 11
- 12
- 13
- 14
- 15
- 16
- 17
- 18
- 19
- 20
- 21
- 22
- 23
- 24
- 25
- 26
- 27
- 28
- 29
- 30
- 31
- 32
- 33
- 34
- 35
- 36
- 37
- 38
- 39
- 40
- 41
- 42
- 43
- 44
- 45
- 46
- 47
- 48
- 49
- 50
- 51
- 52
- 53
- 54
- 55
- 56
- 57
- 58
- 59
- 60
- 61
- 62
- 63
- 64
- 65
- 66
- 67
- 68
- 69
- 70
- 71
- 72
- 73
- 74
- 75
- 76
- 77
- 78
- 79
- 80
- 81
- 82
- 83
- 84
- 85
- 86
- 87
- 88
- 89
- 90
- 91
- 92

## Diffusion
- Royaume-Uni: Tiny Pop
- Australie: ABC Television Australia
- Allemagne: ProSieben, Junior
- Finlande: MTV3, Sub
- Corée du Sud: KBS
- Chine: CCTV 1
- Irlande: TG4
- Nouvelle-Zélande: Three
- Philippines: GMA Network (Filipino), Playhouse Disney (Anglais)
- Pologne: TVP ABC
- Portugal: RTP

## Commentaires
- Dans la série, les personnages, y compris Lapitch et Lisa ont connu une évolution graphique.
- L'animation de la série est réalisée en Espagne au studio Neptuno Films[2].
- Hermann Weindorf compose de la musique de la série. Il réutilise les musiques d'ambiance issues du film.